# Bernard Accama
Bernard Accama (Burum, Frízföld, 1697 — Leeuwarden, 1756 körül) 18. századi holland barokk festő. Történeti képeket, arcképeket festett, lefestette II. György brit király leányát, Anna hercegnőt és jeles professzorok, katonatisztek portréit. Leeuwardenben állította ki azokat, műveinek nagyobb részét ma is Leeuwardenben a Fries Múzeumban őrzik.
Családjában többen is foglalkoztak festőművészettel, köztük az öccse Matthije Accama (1702-1783), akinek mestere maga Bernard Accama volt. Unokaöccse, Symon Accama (1734-1752), majd fia, Bernard Accama (1745-1768) szintén festői pályára lépett.

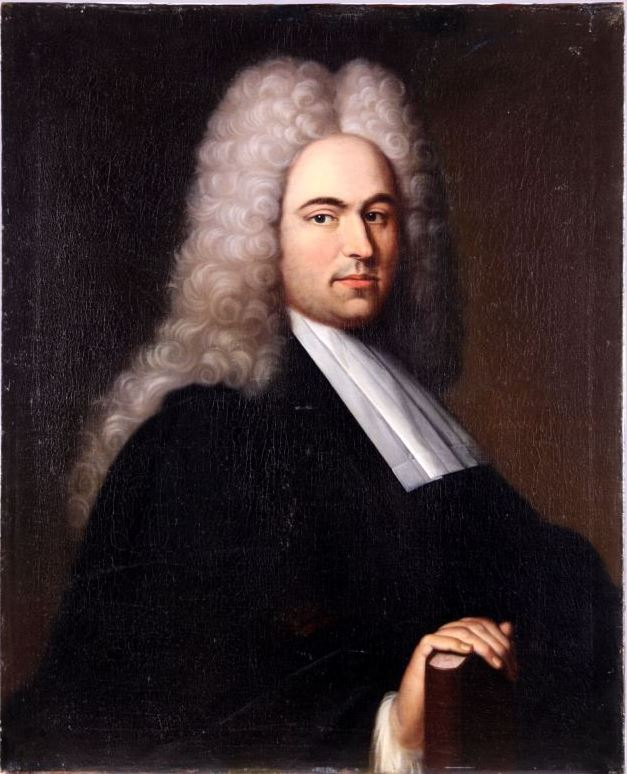
Campegius Vitringa
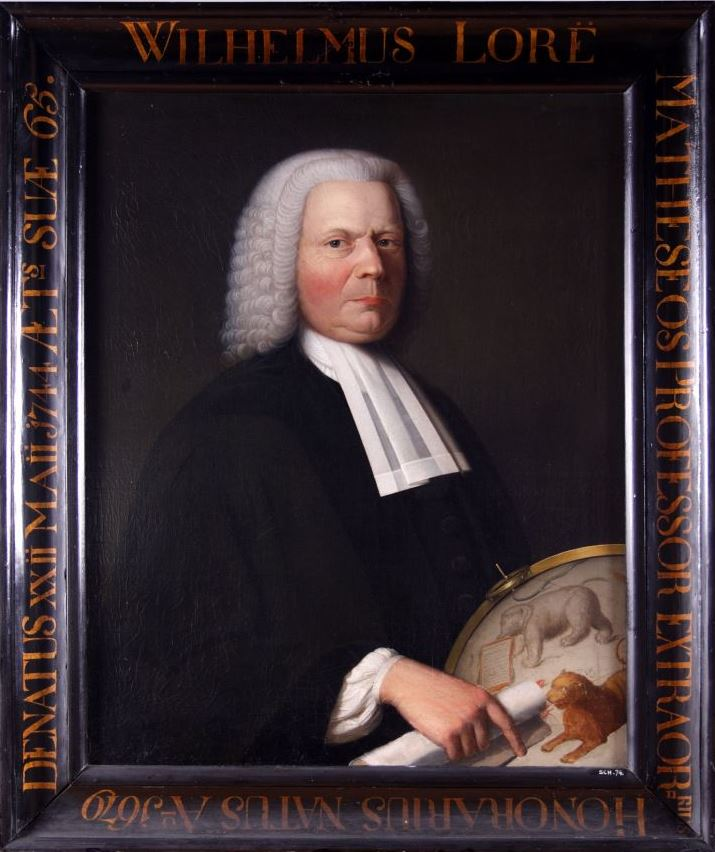
Willem Loré
Anna Hannover (1736)

## Fordítás
- Ez a szócikk részben vagy egészben a Bernardus Accama című német Wikipédia-szócikk ezen változatának fordításán alapul.  Az eredeti cikk szerkesztőit annak laptörténete sorolja fel. Ez a jelzés csupán a megfogalmazás eredetét és a szerzői jogokat jelzi, nem szolgál a cikkben szereplő információk forrásmegjelöléseként.